# Makro (obchod)
Makro (stylizováno makro) je řetězec velkoobchodních prodejen typu cash and carry. Držitelem značky makro je v kontinentální Evropě česká obchodní skupina Metro. V České republice makro provozuje 13 prodejen a je partnerem franšízového řetězce Můj obchod. V účetním roce 2020–2021 mělo makro v Česku tržby 26,220 mld. Kč, a bylo tak 8. největším obchodním řetězcem podle žebříčku Top 50 českého obchodu časopisu Zboží a prodej.
Na rozdíl od jiných řetězců je nákup v prodejnách makro umožněn pouze registrovaným zákazníkům, kterými se mohou stát zástupci firem nebo živnostníci.

## Historie

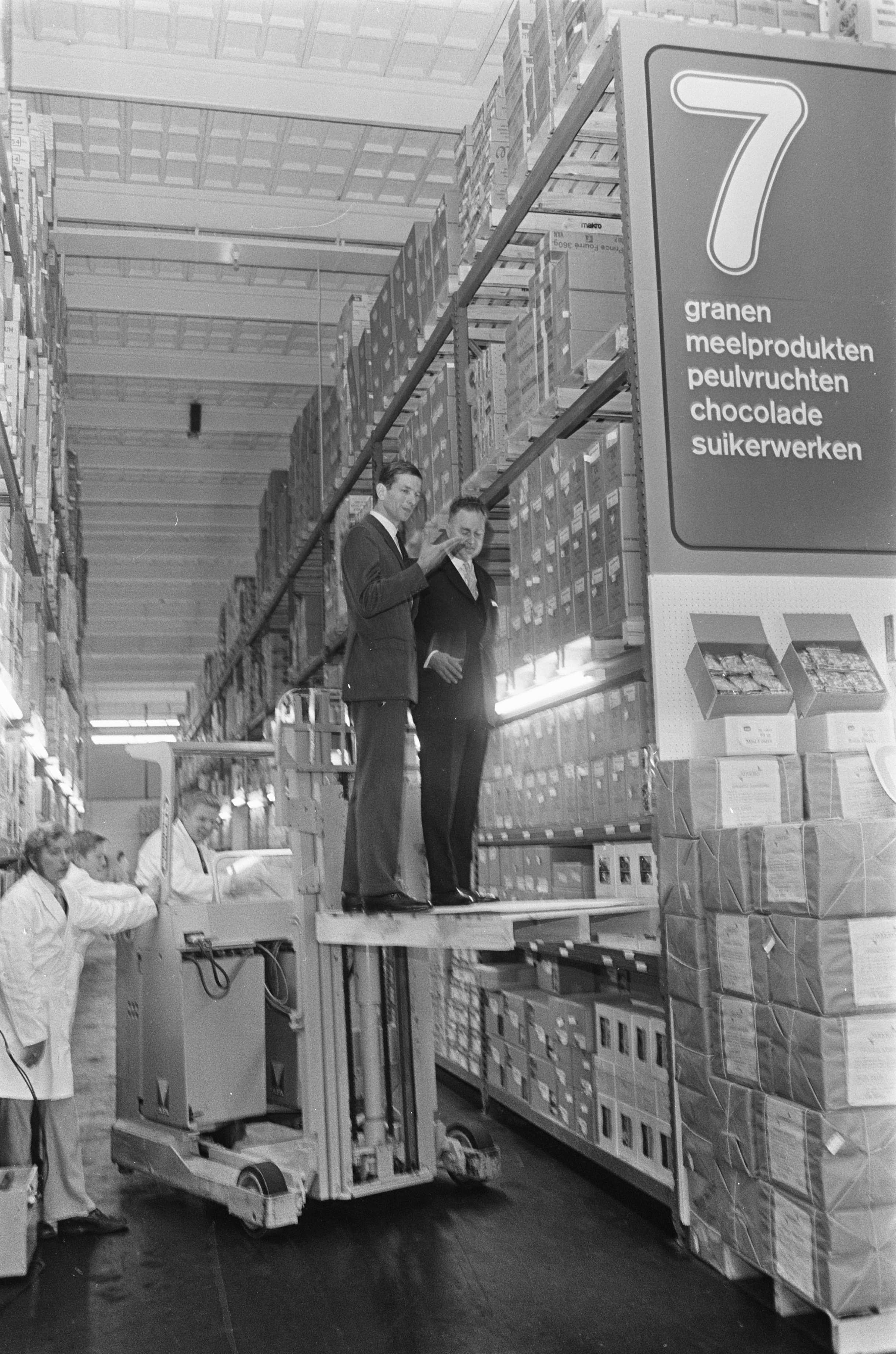
Radní Amsterdamu na slavnostním otevření první prodejny makro v roce 1968

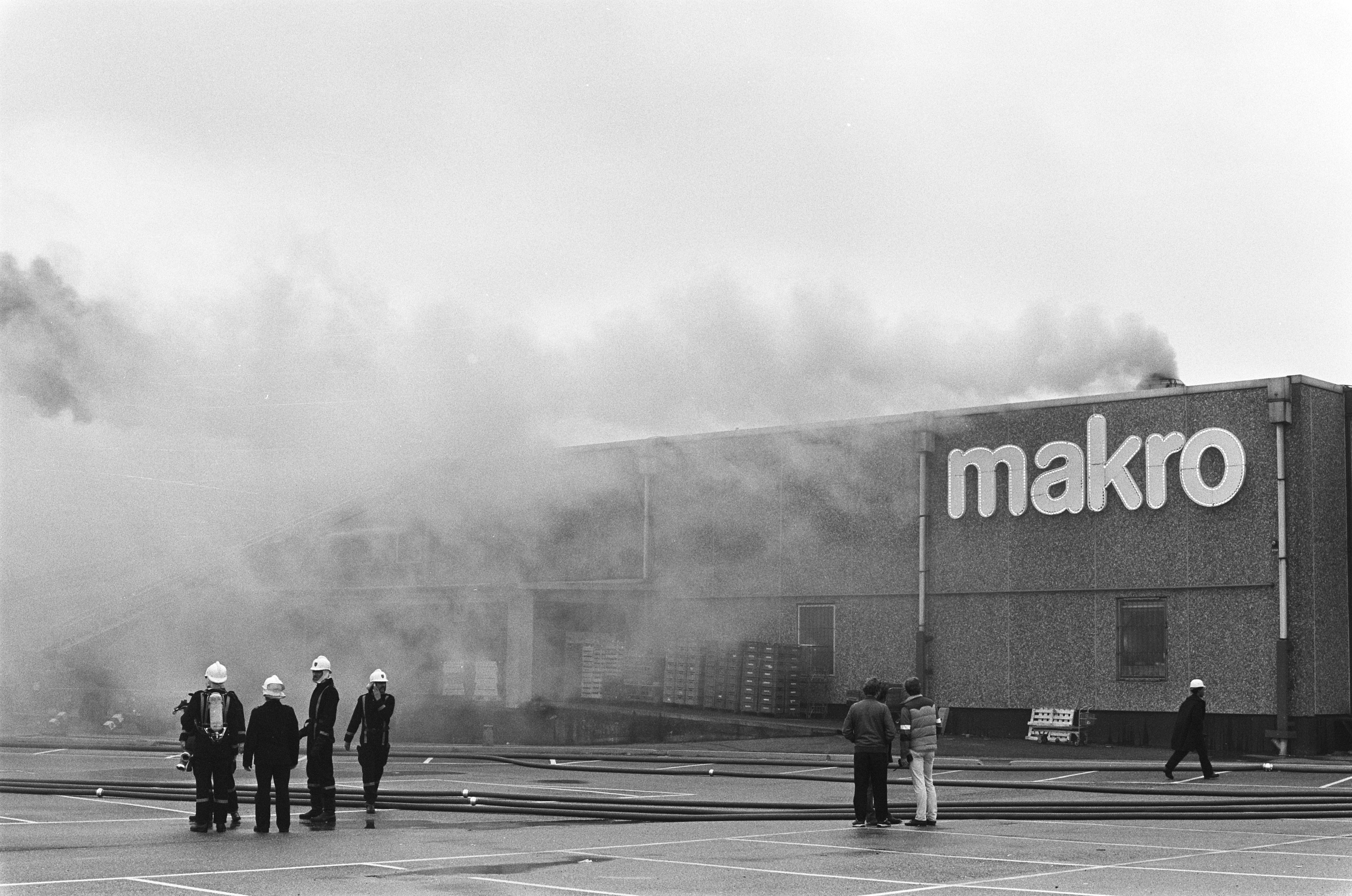
Úmyslně založený požár prodejny makro v Amsterdamu v roce 1985

První velkoobchodní prodejna makro vznikla v roce 1968 v Amsterdamu. Řetězec byl založen nizozemskou společností SHV (do té doby podnikající v obchodu s fosilními palivy, odtud také její název Steenkolen Handels-Vereeniging neboli Spolek obchodu černým uhlím). Vstup firmy na pole velkoobchodu s potravinami byl uskutečněn ve spolupráci s firmou Metro, která již od roku 1964 provozovala velkoobchody v Německu.
Spolupráce SHV a Metra pokračovala i v dalších letech: Metro drželo 40% podíl ve filiálkách makro v zahraničí, SHV naopak 40% podíl ve filiálkách Metro. První zemí, kam nizozemský řetězec expandoval, se v roce 1970 stala sousední Belgie, následovalo Spojené království a Španělsko. V roce 1971 byla první prodejna makro otevřena v Jihoafrické republice, o rok později v Brazílii.
V letech 1981–1988 makro podnikalo ve Spojených státech amerických. Americký trh makro opustilo kvůli tvrdé konkurenci a špatným hospodářským výsledkům a své tamní podnikání odprodalo řetězci K-mart. Zároveň v 80. letech proběhla úspěšnější expanze do Argentiny, Kolumbie a Venezuely.
Expanzi do jihovýchodní Asie makro podniklo ve spolupráci s thajskou obchodní skupinou Charoen Pokphand. Kromě Thajska vznikly v 90. letech prodejny makro také v Číně, na Filipínách, v Indonésii, v Malajsii a na Tchaj-wanu. V Evropě makro v 90. letech expandovalo do Polska a Česka.
Z Jihoafrické republiky se makro stáhlo v roce 1987 po sérii žhářských útoků na jeho prodejny v Nizozemsku, provedených teroristy bojujícími za ukončení apartheidu. Prodejny později získala společnost Massmart, ve které makro mezi lety 1994 a 2004 drželo podíl.
Na přelomu tisíciletí přišel rozpad řetězce, respektive jeho prodej jednotlivým místním partnerům. Filiálky makro v Evropě v roce 1998 koupilo Metro, postupně bylo rozprodáno také podnikání v Asii. SHV zůstala majitelem podnikání v Jižní Americe.
Společnost Metro se několika filiálek makro zbavila. Britská filiálka byla v roce 2012 prodána tamnímu řetězci Booker. Počátkem roku 2015 byla prodána také řecká filiálka. V Belgii makro v roce 2022 zkrachovalo.
Skupina SHV na přelomu let 2020 a 2021 prodala síť makro v Peru. Nový majitel, společnost InRetail Perú, se tak stal šestým lokálním provozovatelem řetězce makro na světě.

## Makro ve světě

Velkoobchody makro a METRO ve světě:

Ve světě existuje šest velkoobchodních řetězců makro, které vznikly z původního řetězce založeného nizozemskou společností SHV. V Česku, Nizozemsku, Polsku, Portugalsku a Španělsku řetězec makro provozuje německá skupina Metro. Ve Spojeném království jsou prodejny makro součástí řetězce Booker, který patří do skupiny Tesco. V Jihoafrické republice patří makro firmě Massmart, jejímž hlavním akcionářem je americký Walmart. V Thajsku a Myanmaru je makro součástí místní skupiny Charoen Pokphand. V Argentině, Brazílii, Kolumbii a Venezuele zůstává makro v majetku SHV. V Peru je majitelem sítě makro společnost InRetail Perú. Dohromady se tedy prodejny makro nacházejí ve 14 zemích světa na čtyřech kontinentech.

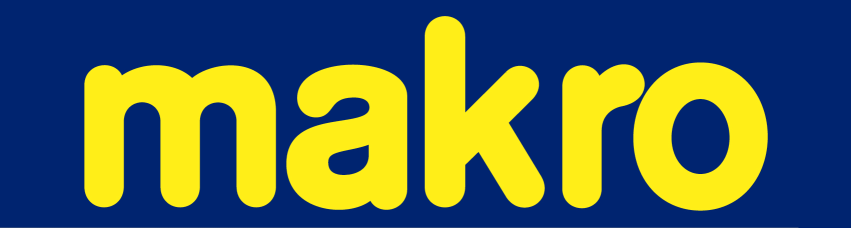
Logo makro v Evropě
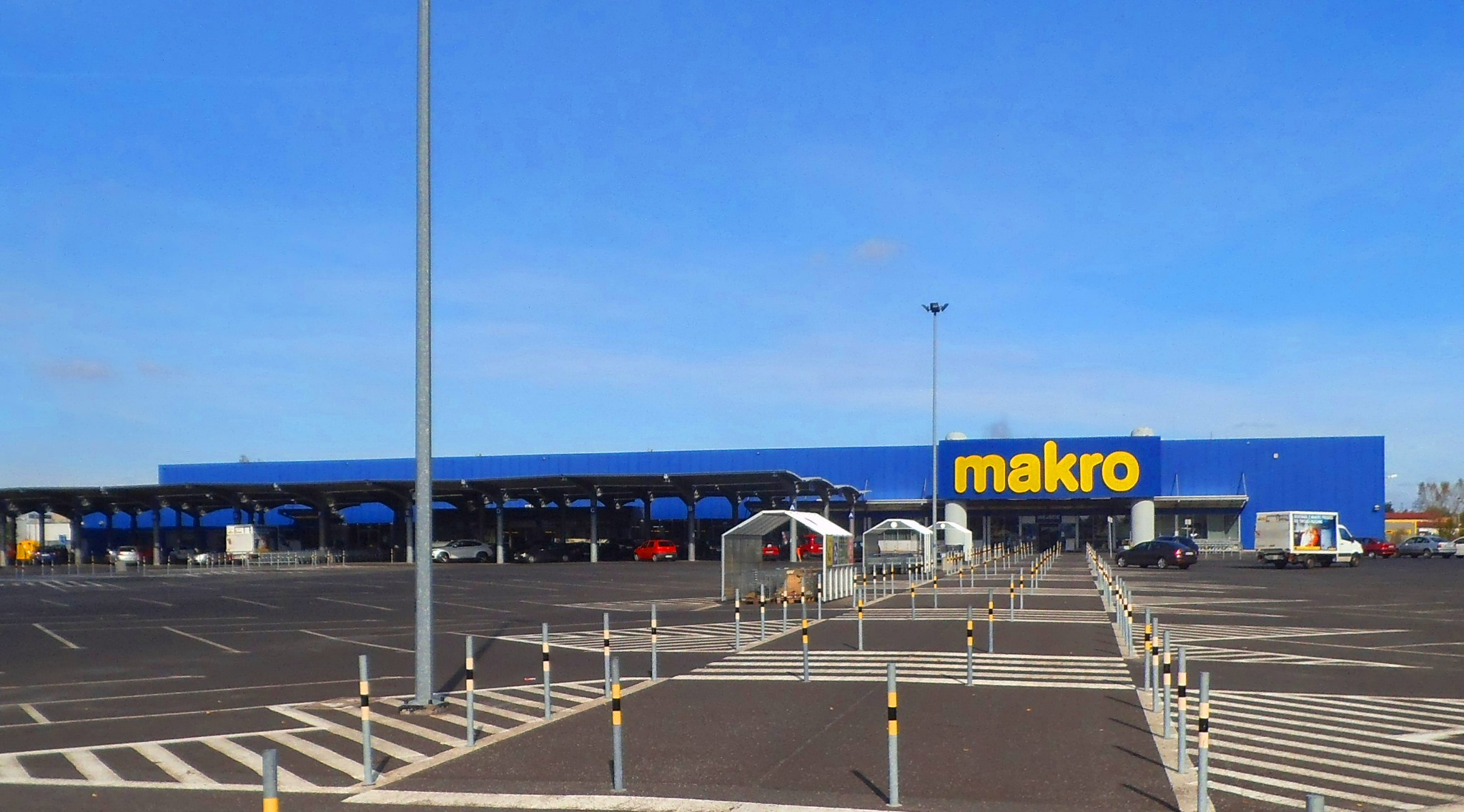
Prodejna makro v Toruni v Polsku
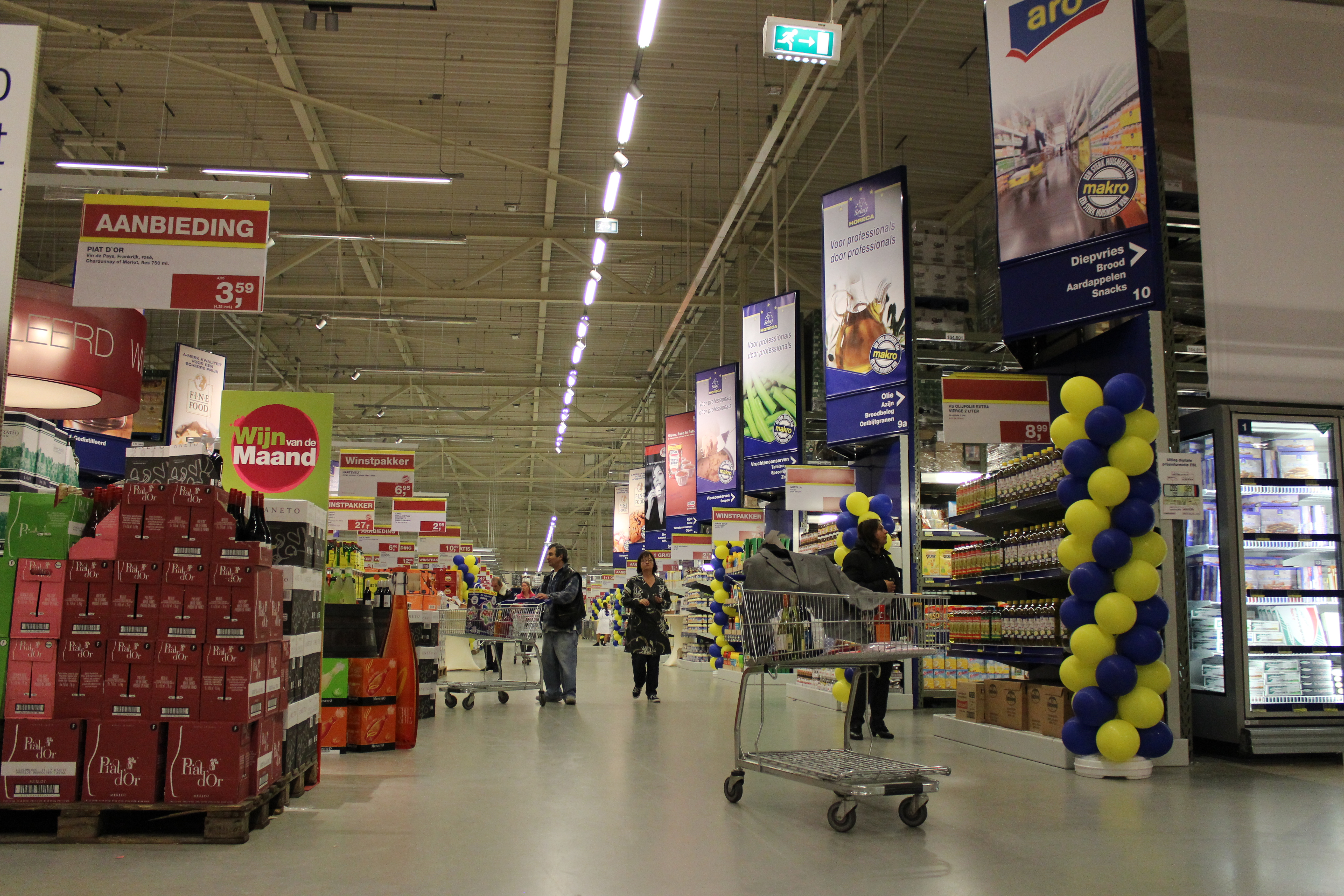
Interiér prodejny ve městě Beverwijk v Severním Holandsku
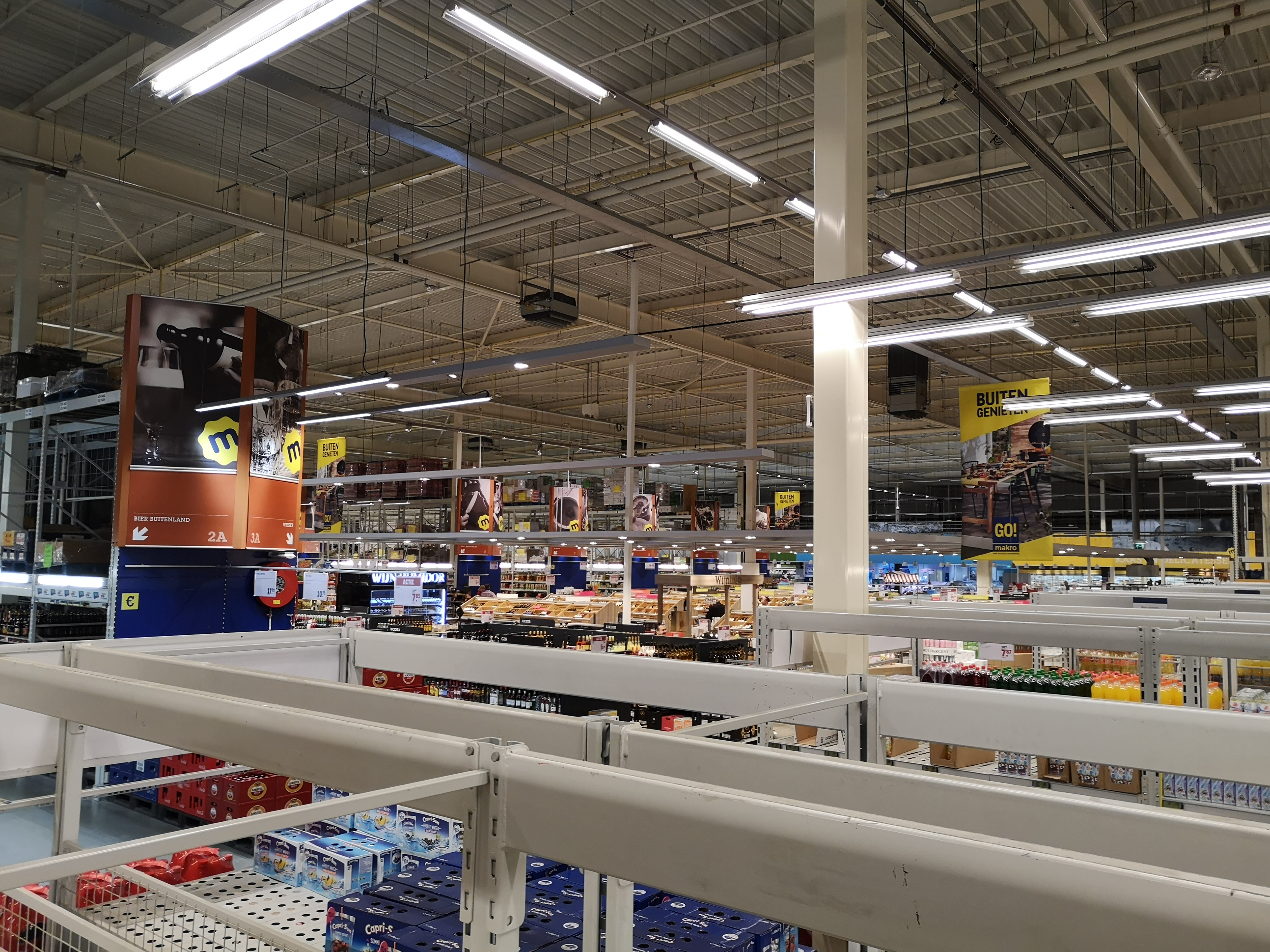
Interiér prodejny v Groningenu
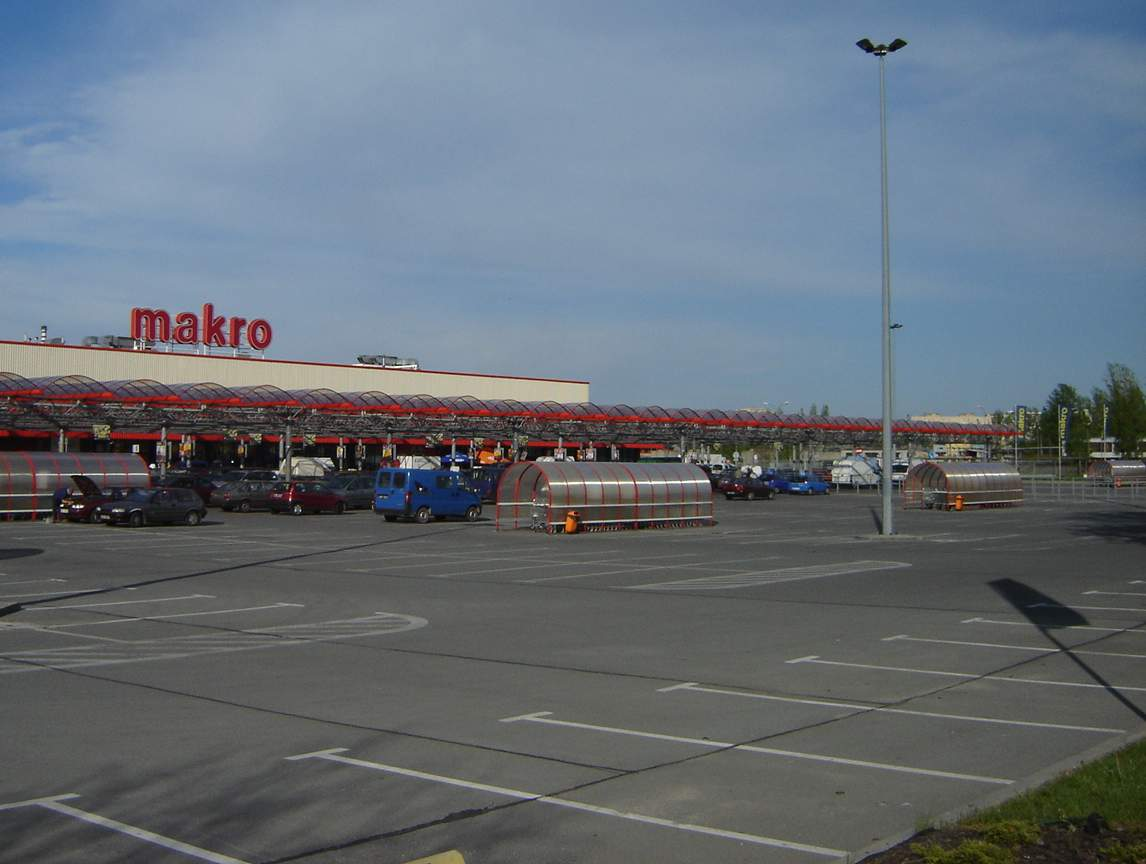
Makro v Čenstochové v Polsku ještě v původních barvách skupiny SHV (2005)
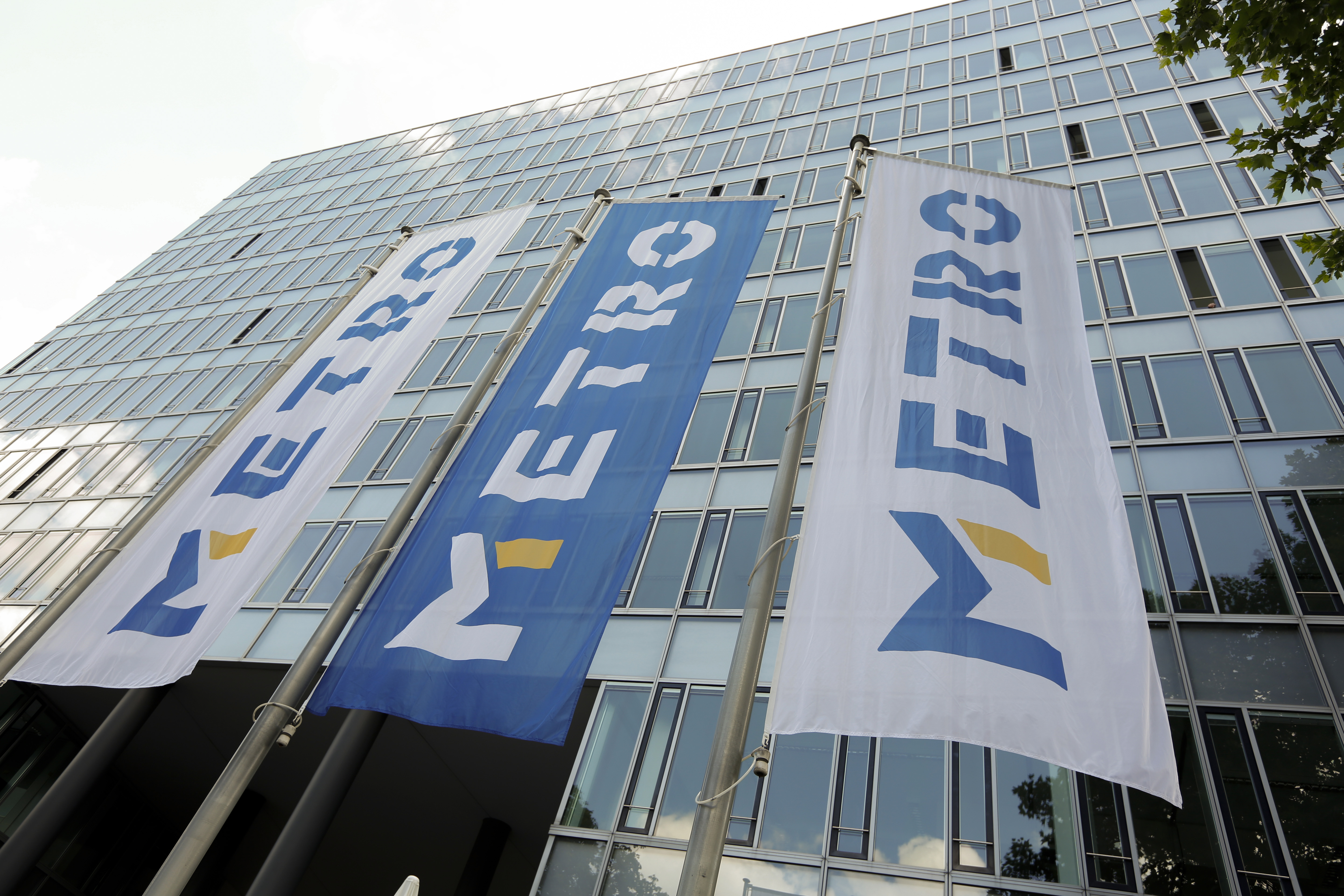
Sídlo skupiny Metro v Düsseldorfu
Logo makro v Jižní Americe
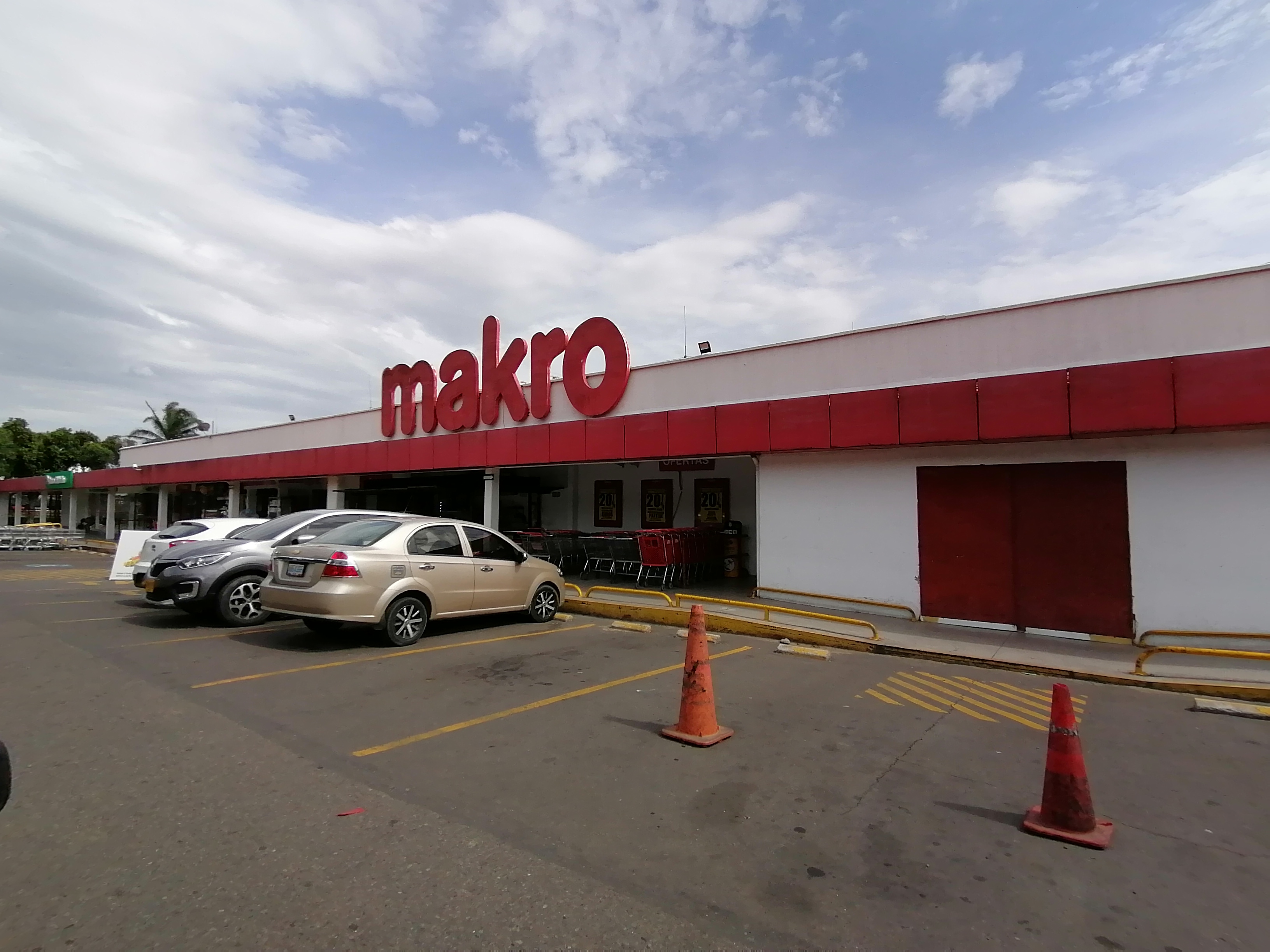
Makro ve městě Cucúta v  Kolumbii
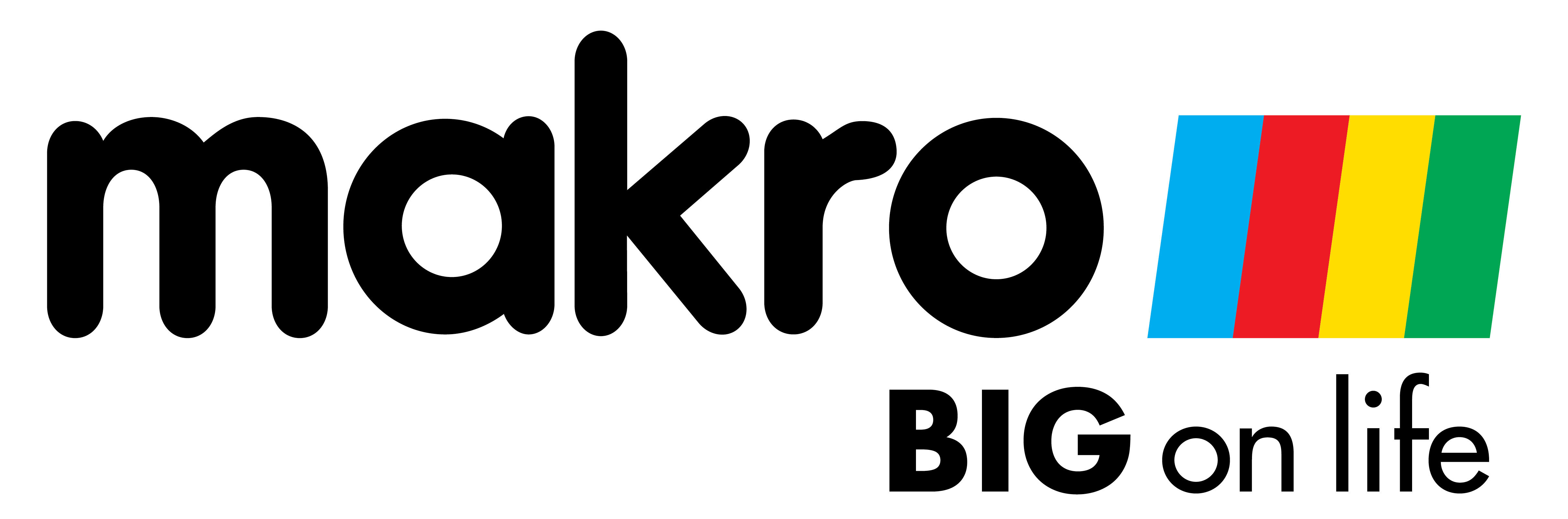
Logo makro v Jihoafrické republice
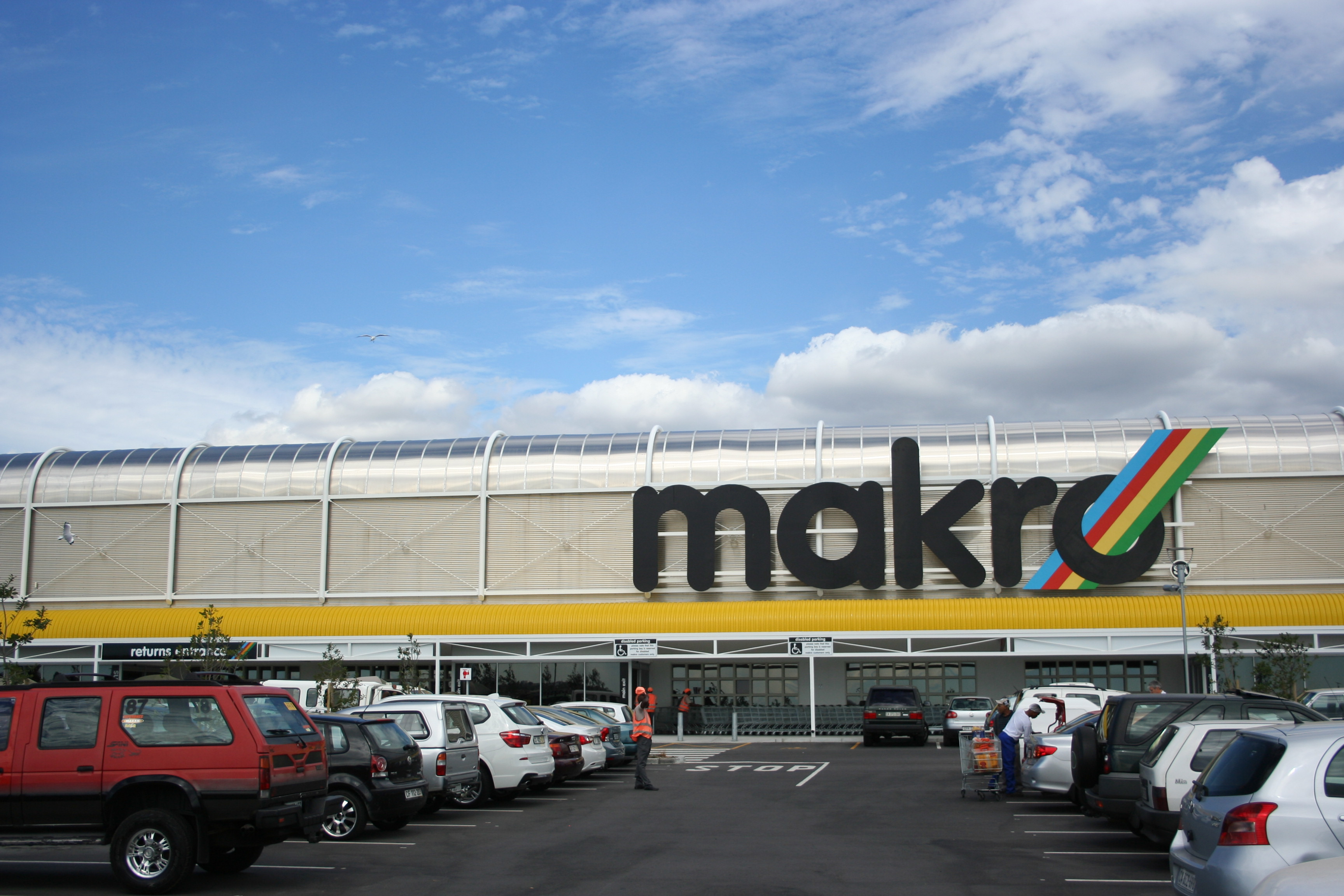
Makro v Kapském Městě
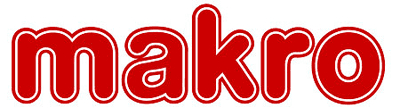
Logo makro v jihovýchodní Asii
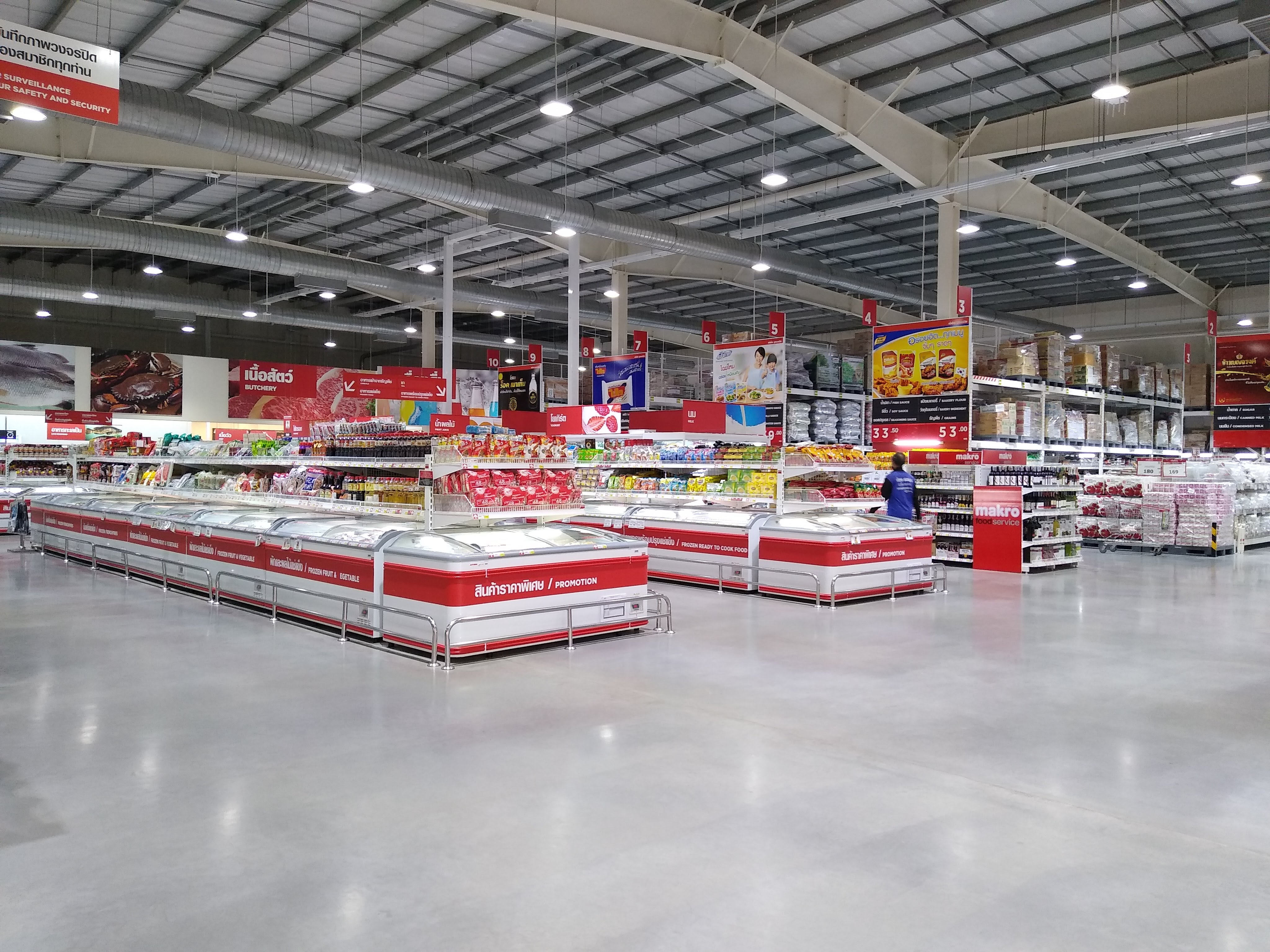
Interiér prodejny v Thajsku

## Makro vČesku
Makro v Česku podniká prostřednictvím firmy MAKRO Cash & Carry ČR s.r.o., která je vedena u Městského soudu v Praze a má IČ 264 50 691. Firma sídlí v Praze-Stodůlkách. Současná firma je od roku 2001 právním nástupcem dřívější firmy, která byla založena v roce 1991 ještě jako MAKRO CASH and CARRY TSCHECHOSLOWAKEI. Zakladatelem řetězce makro v Česku byla nizozemská skupina SHV, od roku 1998 se jeho majitelem stala německá skupina Metro.
Kromě 13 prodejen má makro v Česku také distribuční centrum ve středočeském Kozomíně.
Za účetní rok 2020–2021 mělo makro v Česku tržby 26,220 mld. Kč a zisk necelých 15 mil. Kč před zdaněním, resp. ztrátu 13 mil. Kč po zdanění. V předchozím účetním roce tržby činily 27,306 mld. Kč a zisk před zdaněním byl 80 mil. Kč.

### Historie
První tuzemská prodejna makro byla otevřena 10. září 1997 v Ostravě-Hrabové. Slavnostní otevření proběhlo za přítomnosti první dámy Dagmar Havlové, jež symbolicky převzala šek v hodnotě jeden milion korun věnovaný její nadaci (peníze byly určeny na obnovu po povodních, které v červenci téhož roku zasáhly Moravu a Slezsko). Do konce roku 1997 byly otevřeny ještě prodejny v Průhonicích (říjen) a Brně (listopad).

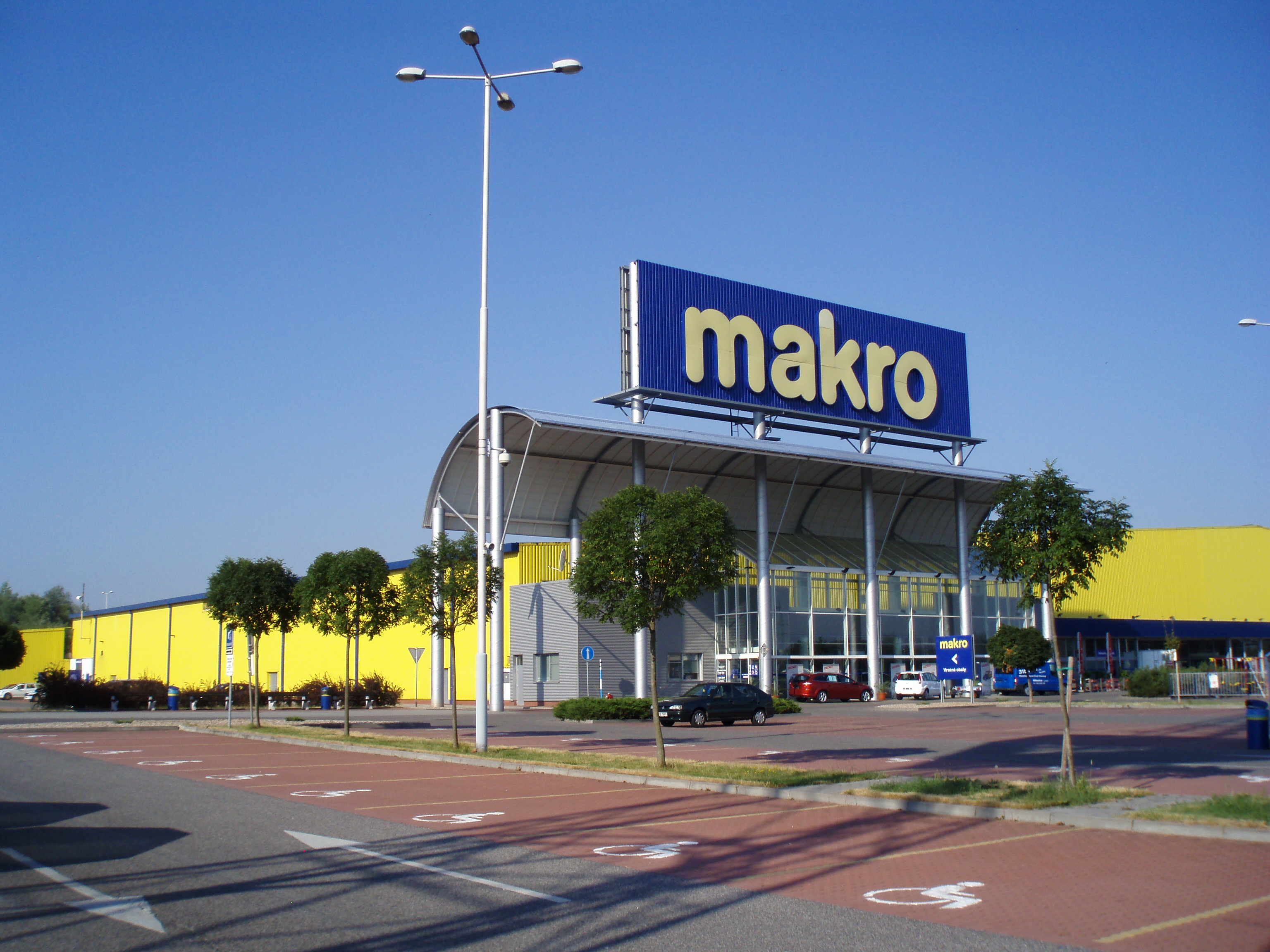
Makro v Hradci Králové (2010)

Od ledna 1998 se majitelem české filiálky stala německá skupina Metro. Do roku 2005 v Česku vzniklo devět dalších prodejen makro. Třináctá a dosud poslední prodejna v Jenišově u Karlových Varů pak byla otevřena v prosinci 2008.
Od roku 2008 makro doručuje objednávky přímo k zákazníkům. Popularita rozvážkové služby makro Distribuce postupně rostla: v roce 2013 její zákazníci poprvé nakoupili zboží za více než 1 mld. Kč, o další čtyři roky později již tvořila čtvrtinu všech nákupů potravin.
Na přelomu let 2010 a 2011 vznikly drive-in prodejny v Chomutově a Jihlavě. Prodejny byly uzavřeny v létě 2016.
V září 2012 makro v Česku spustilo franšízový projekt Můj obchod. Projekt byl zaměřen také na tuzemskou vietnamskou komunitu, která tvořila významnou část zákazníků makro v oblasti maloobchodu. V listopadu 2015 se do sítě zapojila 500. prodejna.
Od roku 2019 mohou zákazníci používat věrnostní mobilní aplikaci Moje makro. O rok později byla spuštěna mobilní aplikace makro Scan, která zákazníkům umožňuje načítat zboží v průběhu nákupu.
Od roku 2020 makro spolupracuje s internetovým obchodem Košík.cz, kterému poskytuje logistické zázemí a část sortimentu. V lednu 2023 získala společnost Metro v Košíku čtvrtinový podíl (mezi významné akcionáře Metra patří Daniel Křetínský a Patrik Tkáč, majitelé Košíku).
Ekonomické výsledky řetězce byly negativně ovlivněny pandemií covidu-19, když jako dodavatel segmentu HoReCa (hotely, restaurace a kavárny) přišel o část svých zákazníků. Makro se nicméně s poklesem tržeb i zisku potýká dlouhodobě. Zatímco v roce 2005 bylo makro s tržbami 37,5 mld. Kč největším obchodním řetězcem na českém trhu, v roce 2007 bylo se srovnatelnými tržbami na čtvrtém místě, byť s čistým ziskem přes 1,5 mld. Kč. V účetním roce 2017–2018 tržby činily necelých 29 mld. Kč při zisku 606 mil. Kč. V roce 2019–2020 tržby (také vlivem pandemie) opět poklesly na 27,3 mld. Kč a čistý zisk na 26 mil. Kč, v následujícím účetním roce se potom makro dostalo do čisté ztráty 13 mil. Kč při tržbách 26,2 mld. Kč.

### Prodejny aslužby

#### Cash and carry
Makro má v Česku 13 prodejen cash and carry. Nacházejí se ve všech krajských městech nebo jejich okolí kromě Jihlavy a Pardubic. Nejvíce prodejen, tři, je v Praze a jejím okolí. Později postavené prodejny v Karlových Varech, Liberci a Zlíně jsou oproti ostatním menší.
| Poř. | Otevření   | Název pobočky    | Adresa                           | Prodejní plocha |
| ---- | ---------- | ---------------- | -------------------------------- | --------------- |
| 1.   | 10.09.1997 | Ostrava          | Místecká 280, Ostrava-Hrabová    | 10 053 m2       |
| 2.   | 22.10.1997 | Praha-Průhonice  | U Makra 102, Čestlice            | 9 783 m2        |
| 3.   | 18.11.1997 | Brno             | Kaštanová 50, Brno-Tuřany        | 10 645 m2       |
| 4.   | 26.11.1998 | Ústí nad Labem   | Žižkova 78, Ústí nad Labem-město | 10 600 m2       |
| 5.   | 17.11.1999 | Praha-Černý Most | Chlumecká 2424, Praha 9          | 9 190 m2        |
| 6.   | 17.11.1999 | Praha-Stodůlky   | Jeremiášova 7, Praha 5           | 10 085 m2       |
| 7.   | 01.02.2000 | České Budějovice | Hrdějovice 396, Hrdějovice       | 10 685 m2       |
| 8.   | 14.03.2000 | Olomouc          | Olomoucká 791, Velká Bystřice    | 10 690 m2       |
| 9.   | 14.03.2000 | Hradec Králové   | Rovná 181, Hradec Králové        | 10 710 m2       |
| 10.  | 17.07.2002 | Plzeň            | Obchodní 2, Plzeň 3              | 9 525 m2        |
| 11.  | 22.09.2004 | Zlín             | třída 3. května 1198, Zlín       | 6 947 m2        |
| 12.  | 31.08.2005 | Liberec          | Sportovní 522, Liberec           | 6 877 m2        |
| 13.  | 03.12.2008 | Karlovy Vary     | Obchodní 33, Jenišov             | 6 877 m2        |

#### Můj obchod

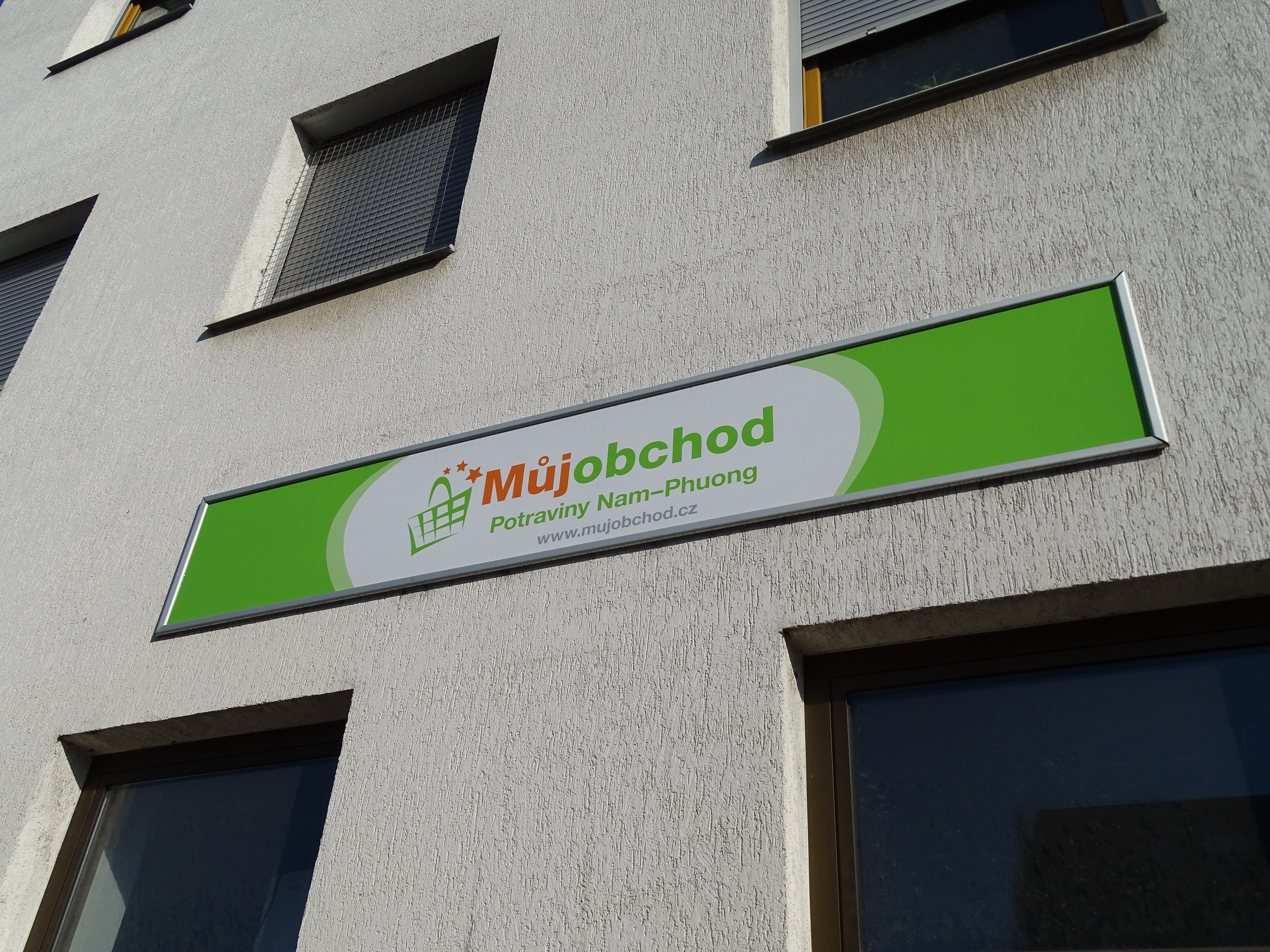
Vývěsní štít prodejny Můj obchod v Praze-Záběhlicích

Makro provozuje franšízovou síť malých prodejen s potravinami značky Můj obchod. V únoru 2023 bylo v Česku 629 prodejen Můj obchod.

### Vlastní značky
Část sortimentu makro tvoří výrobky privátních značek, jako aro a Fine Life, dále RIOBA pro kavárny, bary a hotelové restaurace. Makro prodává také výrobky privátních značek METRO, například METRO Chef (potraviny a polotovary), METRO Premium (lahůdky) nebo METRO Professional (kuchyňské potřeby).

### Ocenění

#### Nejlepší zaměstnavatel vobchodě
Makro v letech 2017, 2018 a 2019 zvítězilo v kategorii SOCR ČR – Nejlepší zaměstnavatel v obchodě v soutěži Mastercard Obchodník roku, pořádané reklamní agenturou Ogilvy (v roce 2020 byla kategorie zrušena). V roce 2019 bylo jedním ze tří finalistů v kategorii Udržitelný obchodník.

#### Certifikace IFS
Makro je držitelem certifikace International Food Standard (IFS), která stanovuje standardy bezpečnosti a kvality v oblasti prodeje potravin a logistiky. Certifikací disponují všechny prodejny cash and carry i sklad a výrobna v Kozomíně.

### Aktivity
Firma učinila závazek do roku 2040 snížit objem emisí o 75 % oproti roku 2011.

#### Partnerství soutěží
Makro je generálním partnerem soutěže o nejlepšího kuchaře či kuchařku ve společném stravování, pořádané Asociací kuchařů a cukrářů ČR. Soutěž probíhá každoročně od roku 2018, předtím bylo Makro partnerem podobně zaměřené soutěže Nejlepší školní oběd, kterou pořádala Společnost pro výživu.
Mezi lety 2013 a 2019 makro pořádalo soutěž HoReCa pětiboj určenou studentům hotelových škol a kuchařských učilišť. Soutěž spočívala v simulaci provozu reálné restaurace a testu kuchařských a baristických schopností.

### Zajímavosti
- Makro v minulosti každoročně pořádalo soutěž v otevírání ústřic.[59]
- V roce 2018 se makro stalo partnerem Mezinárodního víkendu slivovice, vyhlášeného likérkou Rudolf Jelínek.[60]